# Miriam Hall
Miriam Hall, née le 17 novembre 1877 et morte le 18 juin 1954, est une joueuse de tennis américaine du début du XXe siècle.
Elle a notamment remporté en 1904 le double dames de l'US Women's National Championship aux côtés de May Sutton Bundy. 

## Palmarès (partiel)

### Titre en double dames
| No | Date       | Nom et lieu du tournoi                 | Catégorie | Surface      | Partenaire | Finalistes                   | Score         |          |
| -- | ---------- | -------------------------------------- | --------- | ------------ | ---------- | ---------------------------- | ------------- | -------- |
| 1  | 21-06-1904 | US National Championships Philadelphie | G. Chelem | Gazon (ext.) | May Sutton | Elisabeth Moore Carrie Neely | 3-6, 6-3, 6-3 | Parcours |

### Finale en double dames
| No | Date       | Nom et lieu du tournoi                 | Catégorie | Surface      | Vainqueures                  | Partenaire   | Score         |          |
| -- | ---------- | -------------------------------------- | --------- | ------------ | ---------------------------- | ------------ | ------------- | -------- |
| 1  | 24-06-1903 | US National Championships Philadelphie | G. Chelem | Gazon (ext.) | Elisabeth Moore Carrie Neely | Marion Jones | 8-6, 6-1, 6-1 | Parcours |

## Parcours en Grand Chelem (partiel)
Si l’expression « Grand Chelem » désigne classiquement les quatre tournois les plus importants de l’histoire du tennis, elle n'est utilisée pour la première fois qu'en 1933, et n'acquiert la plénitude de son sens que peu à peu à partir des années 1950.

### En simple dames
| Année | - | - | Championnat de France | Championnat de France | Wimbledon | Wimbledon | US National   | US National     |
| ----- | - | - | --------------------- | --------------------- | --------- | --------- | ------------- | --------------- |
| 1903  | - | - | -                     | -                     | -         | -         | 1/4 de finale | Elisabeth Moore |
| 1904  | - | - | -                     | -                     | -         | -         | 1/2 finale    | Helen Homans    |

À droite du résultat, l’ultime adversaire.

### En double dames
| Année | - | - | Championnat de France | Championnat de France | Wimbledon | Wimbledon | US National         | US National           |
| ----- | - | - | --------------------- | --------------------- | --------- | --------- | ------------------- | --------------------- |
| 1903  | - | - | -                     | -                     | -         | -         | Finale Marion Jones | E. Moore Carrie Neely |
| 1904  | - | - | -                     | -                     | -         | -         | Victoire May Sutton | E. Moore Carrie Neely |

Sous le résultat, la partenaire ; à droite, l’ultime équipe adverse.